# Gmina Batavia (Nowy Jork)
Batavia – gmina (ang. town) w hrabstwie Genesee w stanie Nowy Jork w Stanach Zjednoczonych. Populacja wynosi 5 915 mieszkańców (stan według spisu z 2000 r.). Nazwa Batavia pochodzi łacińskiej nazwy regionu w Holandii.
Powierzchnia gminy wynosi 125,5 km². Gęstość zaludnienia wynosi 47,2/km².
Siedziba władz gminy znajduje się w Batavii. Gmina Batavia leży w centralnej części hrabstwa Genesee. Gmina Batavia sąsiaduje z następującymi gminami:
- północ – gminy Oakfield i Elba
- południe – gminy Alexander i Gmina Bethany (Nowy Jork)
- zachód – gmina Pembroke
- wschód – gmina Stafford